# Pascal Mulder
Pascal Mulder (Arriën, 19 januari 1999) is een Nederlands voetballer die als verdediger speelt. Sinds de zomer van 2024 speelt hij voor FC Emmen. Hij ondertekende een contract tot medio 2025, met een optie voor nog een seizoen. Hij begon bij OVC '21 en speelde in de jeugdopleiding van PEC Zwolle. Hierna speelde hij in de Derde divisie voor VV Staphorst en in de Tweede divisie voor HHC Hardenberg.

## Carrièrestatistieken
| Seizoen         | Club            | Land            | Competitie      | Competitie | Competitie | Beker | Beker | Internationaal | Internationaal | Overig | Overig | Totaal | Totaal |
| Seizoen         | Club            | Land            | Competitie      | Wed.       | Dlp.       | Wed.  | Dlp.  | Wed.           | Dlp.           | Wed.   | Dlp.   | Wed.   | Dlp.   |
| --------------- | --------------- | --------------- | --------------- | ---------- | ---------- | ----- | ----- | -------------- | -------------- | ------ | ------ | ------ | ------ |
| 2024/25         | FC Emmen        | Nederland       | Eerste divisie  | 36         | 1          | 1     | 0     | –              | –              | 0      | 0      | 37     | 1      |
| Carrière totaal | Carrière totaal | Carrière totaal | Carrière totaal | 36         | 1          | 1     | 0     | 0              | 0              | 0      | 0      | 37     | 1      |